# 데이비드 노플러
데이비드 노플러(영어: David Knopfler, 1952년 12월 27일 ~ )는 영국의 음악가로 마크 노플러의 동생이다. 다이어 스트레이츠의 멤버로서 3년 동안 활동하였다.